# Jubel·li Taurea
Jubel·li Taurea (en llatí Jubellius Taurea) fou un notable campani d'alt rang, destacat per la seva valentia a la Segona Guerra Púnica.
Va lliurar amb Claudi Asel·le un combat singular el 215 aC. Quan els romans van conquerir Càpua el 211 aC es va suïcidar, segons explica Titus Livi.